# 戦勝記念塔 (ベルリン)

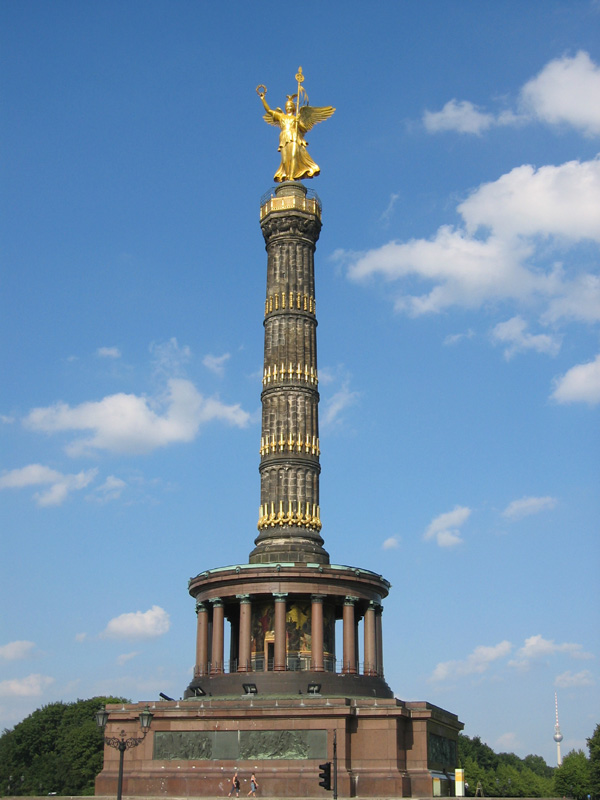
戦勝記念塔

戦勝記念塔（せんしょうきねんとう、独: Siegessäule ジーゲスゾイレ）は、ドイツ・ベルリンのティーアガルテンの中央部にそびえ立つ、高さ67メートルの石造の塔である。塔の頂上に金色の勝利の女神ヴィクトリアが立っている。
デンマーク戦争での勝利を記念して1864年に建設が始められ、1872年に完成した。この間、普墺戦争（1866年）、普仏戦争（1870年 - 1871年）にも勝利し、これら戦勝をも顕彰する建造物となった。塔内部は頂上の展望台に通じる285段の螺旋階段が設けられている。当初、帝国議会前の広場に建てられていたが、ベルリンを世界首都に改造するヒトラーのゲルマニア計画の実施に先立ち、1939年に現在のティーアガルテンのグローサーシュテルンのロータリー中央に移設された。
塔台座には、大勝利の模様を描いた銅版レリーフが4面はめ込まれている。これらのレリーフの内、普仏戦争とデンマーク戦争については、第二次世界大戦後、フランスへ持ち去られていたが、独仏融和を第一とするミッテラン政権時代に返還された。
第二次世界大戦の際、ベルリンの市街戦で兵士たちがここに篭って戦った。広場の石には大きな焦げ跡が残り、塔自体にもあちこちに大小様々な銃撃や砲撃による弾痕がある。
塔内部の壁面は、他のヨーロッパの建築物と同様、世界各国から来た観光客が書いた落書きだらけである。